# 方濬益
方濬益（？—1899年），又作方浚益，字子聪，一作子听，安徽定远人，清朝官员，画家、金石学家。方濬益善画花卉，书法六朝，亦工篆刻，收藏金石甚富。曾任江苏省金山县知县。
方浚益为监生出身，1870年接替叶廷眷代理南汇县知县一职，1871年由罗嘉杰接任。

## 著作
方濬益曾著有《缀遗斋彝器款识考释》一书。
1935年，商务印书馆曾据缀遗斋所藏旧书进行出版。
2004年，北京图书馆出版社出版的《国家图书馆藏金文研究资料丛刊》曾有收录。